# Palo de Arco
Palo de Arco är en ort i Mexiko.   Den ligger i kommunen Aquismón och delstaten San Luis Potosí, i den centrala delen av landet, 280 km norr om huvudstaden Mexico City. Palo de Arco ligger 205 meter över havet och antalet invånare är 367.
Terrängen runt Palo de Arco är huvudsakligen kuperad, men åt nordväst är den platt. Runt Palo de Arco är det ganska glesbefolkat, med 48 invånare per kvadratkilometer. Närmaste större samhälle är Ciudad Valles, 17,0 km öster om Palo de Arco. I omgivningarna runt Palo de Arco växer huvudsakligen savannskog.